# Eisschnelllauf-Mehrkampfweltmeisterschaft 1932

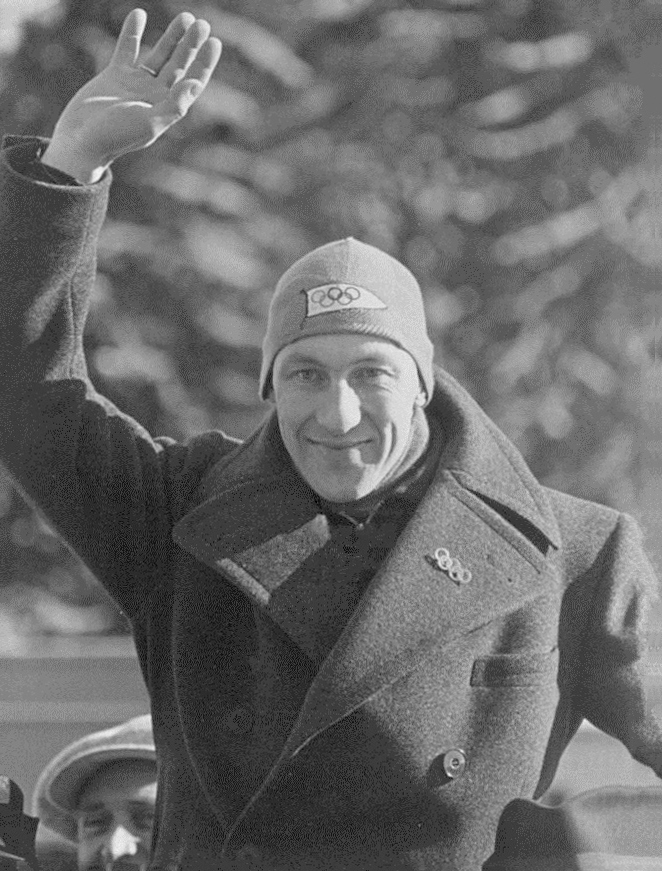
Mehrkampf-Weltmeister Ivar Ballangrud (r.) aus Norwegen (Bild von 1936)

Die 33. Mehrkampfweltmeisterschaft wurde am 19. und 20. Februar 1932 im Olympiastadion im US-amerikanischen Lake Placid ausgetragen. Es fanden ausschließlich Männerrennen statt. Den Weltmeistertitel holte zum zweiten Mal der Norweger Ivar Ballangrud.

## Teilnehmende Nationen
Das Teilnehmerfeld setzte sich aus 27 Sportlern aus 7 Nationen zusammen.
- 12 Starter:  Vereinigte Staaten
- 6 Starter:  Norwegen
- 4 Starter:  Japan
- 2 Starter:  Kanada
- 1 Starter:  Finnland,  Vereinigtes Königreich,  Schweden

Insgesamt war das Feld um fünf Teilnehmer größer als 1931. Ein Großteil der WM-Starter hatte bereits an den olympischen Wettkämpfen zwei Wochen zuvor teilgenommen, darunter alle Athleten der norwegischen beziehungsweise der japanischen Mannschaft.

## Wettkampf
Die Mehrkampf-Weltmeisterschaft fand zwei Wochen nach den olympischen Eisschnelllaufrennen von Lake Placid auf der gleichen Bahn statt und somit erstmals in ihrer Geschichte in Nordamerika. Die olympischen Wettbewerbe waren im Massenstart ausgetragen worden, während die Athleten bei der Weltmeisterschaft (wie bei allen übrigen Eisschnelllauf-Großereignissen) im paarweisen Lauf gegen die Uhr antraten. Der in Amerika verbreitete Massenstartmodus hatte bei den europäischen Teilnehmern zu Unmut geführt, der vorjährige Weltmeister Clas Thunberg war unter anderem aus diesem Grund nicht in die Vereinigten Staaten gereist. Bei Olympia hatten die US-amerikanischen Athleten Jack Shea und Irving Jaffee jeweils zwei Wettkämpfe gewonnen. Nur zwei von zwölf vergebenen Medaillen waren an die europäischen Teilnehmer gegangen: jeweils einmal Silber an Bernt Evensen und Ivar Ballangrud, die zudem bei der letzten Weltmeisterschaft die Plätze zwei und drei hinter Thunberg belegt hatten. Ballangrud war bereits 1926 Mehrkampfweltmeister geworden, Evensen 1927.
Bei der Weltmeisterschaft, die im den Europäern vertrauteren Modus stattfand, traten weder Shea noch Jaffee an. Ivar Ballangrud zeigte sich darüber in seiner 1949 erschienenen Autobiographie enttäuscht: Das sei „wohl kaum fair von ihnen“ (im Original: „vel neppe fair av dem“) gewesen. In Abwesenheit der beiden erfolgreichsten US-Starter prägten die Norweger – als einziges europäisches Team mit mehreren Athleten vertreten – die Weltmeisterschaft: Håkon Pedersen gewann auf der 500-Meter-Strecke, Ivar Ballangrud auf den drei längeren Distanzen. Ballangrud war dabei teils deutlich schneller als die Olympiasieger Shea und Jaffee über 1500, 5000 und 10.000 Meter und stellte jeweils Bahnrekorde auf. Die Ränge zwei und drei nahmen mit Michael Staksrud und Bernt Evensen zwei weitere Norweger ein. Auf Rang vier war Herbert Taylor der beste US-Amerikaner.
| Rang | Name                | 500 Meter | Pkt.   | 5.000 Meter  | Pkt.   | 1.500 Meter | Pkt.   | 10.000 Meter | Pkt.   | Gesamt- pkt. |
| ---- | ------------------- | --------- | ------ | ------------ | ------ | ----------- | ------ | ------------ | ------ | ------------ |
| 1    | Ivar Ballangrud     | 45,3 (7)  | 45,300 | 8:37,6 (1)   | 51,760 | 2:24,8 (1)  | 48,267 | 17:58,0 (1)  | 53,900 | 199,227      |
| 2    | Michael Staksrud    | 45,2 (5)  | 45,200 | 8:43,0 (3)   | 52,300 | 2:25,8 (2)  | 48,600 | 18:07,5 (4)  | 54,375 | 200,475      |
| 3    | Bernt Evensen       | 44,5 (2)  | 44,500 | 8:49,6 (5)   | 52,960 | 2:29,8 (5)  | 49,933 | 18:05,4 (2)  | 54,270 | 201,663      |
| 4    | Herbert Taylor      | 45,5 (10) | 45,500 | 8:59,0 (7)   | 53,900 | 2:26,4 (3)  | 48,800 | 18:05,4 (2)  | 54,270 | 202,470      |
| 5    | Ossi Blomqvist      | 45,8 (15) | 45,800 | 8:48,8 (4)   | 52,880 | 2:26,5 (4)  | 48,833 | 18:20,4 (5)  | 55,020 | 202,533      |
| 6    | Eddie Schroeder     | 46,4 (22) | 46,400 | 8:41,9 (2)   | 52,190 | 2:33,8 (14) | 51,267 | 18:23,2 (6)  | 55,160 | 205,017      |
| 7    | Valentine Bialas    | 47,2 (25) | 47,200 | 8:53,3 (6)   | 53,330 | 2:31,9 (8)  | 50,633 | 18:34,9 (7)  | 55,745 | 206,908      |
| 8    | Carl Springer       | 45,5 (10) | 45,500 | 9:00,8 (8)   | 54,080 | 2:31,3 (6)  | 50,433 | 19:04,6 (9)  | 57,230 | 207,243      |
| 9    | Ingvar Lindberg     | 46,1 (16) | 46,100 | 9:04,2 (9)   | 54,420 | 2:32,2 (10) | 50,733 | 19:11,0 (10) | 57,550 | 208,803      |
| 10   | Edwin Wedge         | 46,3 (19) | 46,300 | 9:06,0 (10)  | 54,600 | 2:35,9 (18) | 51,967 | 18:51,5 (8)  | 56,575 | 209,442      |
| 11   | Hans Engnestangen   | 44,8 (3)  | 44,800 | 9:11,7 (12)  | 55,170 | 2:31,7 (7)  | 50,567 | 19:40,2 (13) | 59,010 | 209,547      |
| 12   | Lloyd Guenther      | 45,3 (7)  | 45,300 | 9:15,6 (14)  | 55,560 | 2:35,9 (18) | 51,967 | 20:04,3 (17) | 60,215 | 213,042      |
| 13   | Raymond Murray      | 45,6 (13) | 45,600 | 9:29,4 (20)  | 56,940 | 2:36,8 (20) | 52,267 | 19:31,9 (11) | 58,595 | 213,402      |
| 14   | John O’Neil Farrell | 45,5 (10) | 45,500 | 9:30,0 (21)  | 57,000 | 2:33,8 (14) | 51,267 | 20:00,9 (16) | 60,045 | 213,812      |
| 15   | Kawamura Yasuo      | 46,9 (24) | 46,900 | 9:22,6 (17)  | 56,260 | 2:33,1 (12) | 51,033 | 19:55,4 (14) | 59,770 | 213,963      |
| 16   | Eddie Murphy        | 46,1 (16) | 46,100 | 9:36,8 (23)  | 57,680 | 2:31,9 (8)  | 50,633 | 20:06,2 (18) | 60,310 | 214,723      |
| 17   | Kitani Tokuo        | 47,4 (26) | 47,400 | 9:23,3 (19)  | 56,330 | 2:38,4 (21) | 52,800 | 19:36,5 (12) | 58,825 | 215,355      |
| 18   | Allan Potts         | 44,8 (3)  | 44,800 | 9:50,6 (26)  | 59,060 | 2:33,2 (13) | 51,066 | 20:26,8 (19) | 61,340 | 216,267      |
| 19   | Ishihara Shōzō      | 46,2 (18) | 46,200 | 9:40,7 (24)  | 58,070 | 2:38,9 (23) | 52,967 | 20:30,2 (20) | 61,510 | 218,747      |
| 20   | Uruma Tomeju        | 49,0 (27) | 49,000 | 9:22,7 (18)  | 56,270 | 2:42,0 (25) | 54,000 | 19:57,2 (15) | 59,860 | 219,130      |
| –    | Alexander Hurd      | 45,7 (14) | 45,700 | 9:10,3 (11)  | 55,030 | 2:32,4 (11) | 50,800 | DNS          |        | –            |
| –    | Håkon Pedersen      | 44,4 (1)  | 44,400 | 9:19,1 (16)  | 55,910 | 2:34,8 (16) | 51,600 | DNS          |        | –            |
| –    | Erling Lindboe      | 45,4 (9)  | 45,400 | 9:17,3 (15)  | 55,730 | 2:35,1 (17) | 51,700 | DNS          |        | –            |
| –    | Carl Harry Smith    | 46,7 (23) | 46,700 | 9:15,1 (13)  | 55,510 | 2:38,5 (22) | 52,833 | DNS          |        | –            |
| –    | Walter Rutter       | 45,2 (5)  | 45,200 | 9:48,7 (25)  | 58,870 | 2:40,0 (24) | 53,333 | DNS          |        | –            |
| –    | Melvin Johnson      | 46,3 (19) | 46,300 | 9:31,1 (22)  | 57,110 | 2:44,4 (27) | 54,800 | DNS          |        | –            |
| –    | Charles Delpier     | 46,3 (19) | 46,300 | 10:10,7 (27) | 61,070 | 2:43,7 (26) | 54,567 | DNS          |        | –            |

## Weblink
- Ergebnisse der Mehrkampf-WM 1932 auf speedskatingnews.info